# Poggio Montione
Poggio Montione è una cima del gruppo montuoso dei Volsini, nel comune di Latera in provincia di Viterbo, che sovrasta il lago di Bolsena ad est ed il lago di Mezzano ad ovest.